# Santos Laguna
Club Santos Laguna S.A. de C.V., zkráceně Santos Laguna, je mexický fotbalový klub sídlící ve městě Torreón, v aglomeraci, které se říká La Laguna, ve státě Coahuila. Hraje na stadionu Estadio Corona. Tým byl 6× mistrem Mexika a má zeleno-bílé dresy.

## Historie
Klub byl založen v roce 1983 Mexickým institutem sociálního zabezpečení (IMSS) státu Durango jako Santos IMSS. Později byl prodán do soukromých rukou. Roku 1988 se klub přejmenoval na Santos Laguna a koupil právo na účast v 1. lize od klubu Ángeles de Puebla.
Tým vyhrál 6× mexickou ligu. V letech 2012 a 2013 hrál finále Ligy mistrů CONCACAF.

## Úspěchy

### Domácí
- Liga MX: 6× – Invierno 1996, Verano 2001, Clausura 2008, Clausura 2012, Clausura 2015, Clausura 2018
- Copa MX: 1× – Apertura 2014
- Campeón de Campeones: 1× – 2015

### Mezinárodní
- Finalista Ligy mistrů CONCACAF: 2× – 2011–12, 2012–13